# دورا أولفسن-باغ
كانت أديلا دورا أولفسن-باغ (22 أغسطس 1869-7 فبراير 1948)، المعروفة باسم دورا أولفسن، نحاتة أسترالية وحائزة على ميدالية فنية. كان معظم عمل أولفسن في إيطاليا، وكان أول عمل بارز لها عبارة عن ميدالية برونزية تُعرف باسم صحوة الفن الأسترالي (1907)، والتي فازت بجائزة المعرض الفرنسي البريطاني في لندن في عام 1908، واشتُريَت لمتحف القصر الصغير في باريس. تشمل أعمالها البارزة الأخرى ميدالية أنزاك (1916)، التي صممتها لجمع الأموال للأستراليين والنيوزيلنديين الذين قاتلوا في حملة جاليبولي، والنُصُب التذكاري الحربي تضحية (1926) في فورميا بإيطاليا.
كُلِّفت ميداليات البورتريه لأولفسن من قبل أو نيابة عن مجموعة واسعة من الشخصيات العامة، مثل الممثلة ماري أندرسون، والشاعر غابرييل دانونزيو، والعديد من كبار السياسيين، ومن ضمنهم السياسي هربرت أسكويث، وديفيد لويد جورج، وبيلي هيوز، وموسوليني الذي سمح لها برسمه في عام 1922 في قصر كيجي أثناء عمله.
عُثِر على أولفسن وشريكتها هيلين دي كويغلغن متوفيين في شقتهما في روما في عام 1948 نتيجة لتسريب غاز اعتبرته الشرطة حادثًا. دُفِنت الاثنتان معًا في مقبرة غير كاثوليكية بالمدينة، وحزم الأصدقاء محتويات استوديو أولفسن، التي لم يعرف أحد مكانها مطلقًا. هناك معلومات عن نجاة خمسة وعشرين عمل من أعمالها من أصل ما لا يقل عن 121 عمل.

## بداية حياتها والتعليم
وُلِدَت أولفسن في بالارات بفيكتوريا لوالدتها كيت أولفسن-باغ، الاسم قبل الزواج: كيت هاريسون، وهي أسترالية كانت عائلتها من إنجلترا، ولوالدها كريستيان هيرمان أولفسن-باغ، وهو مهندس وُلِد في غرابيونا (بولندا الآن) من أصل نرويجي، وهي الرابعة من بين سبعة بنات.
كانت العائلة معروفة محليًا، إذ كانت كيت أولفسن-باغ ابنة الزعيم جون هاريسون، المولود في كمبرلاند بإنجلترا، والمعروف في أستراليا بالاستيلاء على الأراضي والنشاط السياسي، وهي حفيدة جورج هاو أول طابع حكومي في فيكتوريا. انتقل كريستيان أولفسن-باغ إلى أستراليا في عام 1849، وكسب المال خلال فترة حمى الذهب الفكتورية. كان أيضًا مصمم المسرح الأولمبي في ملبورن في عام 1855 (الذي هُدِم في عام 1894)، والذي بُني في إنجلترا ونُقِل إلى أستراليا، وشارك في بناء مكتبة بالارات العامة ومصبّ مياه باندي أوشن.
انتقلت العائلة إلى فور مونا تيراس في دارلينغ بوينت، إحدى ضواحي سيدني، عندما كانت أولفسن تبلغ من العمر 14 عامًا؛ والتحقت بمدرسة سيدني الثانوية للبنات منذ عام 1884 حتى عام 1886. وصفتها إحدى السير الموجزة في صحيفة سيدني ميل الأسترالية في عام 1908 عندما تركت المدرسة بأنها «فتاة طويلة ممشوقة القوام تبلغ من العمر 16 عامًا، وتتميز بأسلوب مميز للغاية، وعينان داكنتان جميلتان، وشعر، وبشرة لامعة».
درست أولفسن البيانو على يد عازف البيانو الفرنسي هنري كوالسكي منذ حوالي عام 1888، وغنّت في مسرح كريتيريون في يونيو 1889. عرض الملحق المصور لسيدني ميل سيرة شخصية لها في يناير 1893، قيل فيه إنها أفادت بأنها حلّت مكان كوالسكي في الجمعية الموسيقية بجامعة سيدني في مايو 1891 عندما كان غير قادر على العزف، وقال مُخبِر القصة إن «لمستها كانت واضحة ومتألقة»، وقدّمت أيضًا حفلة موسيقية تضمنت سوناتا بيانو رقم 23 لبيتهوفن في قاعة جمعية الشبان المسيحيين في المدينة في شهر مايو التالي.
قررت أولفسن دراسة الموسيقى في برلين في يوليو 1892، أو في حوالي ذلك الوقت، وهي خطة مولتها صديقة على ما يبدو بمساعدة فرانسيس باثورست سوتور، وزير التعليم الأسترالي حينها، وألفريد بيلدرام، القنصل العام الأسترالي لألمانيا حينها أيضًا. ذكرت صحيفة سيدني مورنينغ هيرالد أنها ستغادر سيدني على متن سفينة إس إس أولدنبورغ متوجهة إلى بريمن بألمانيا في 24 ديسمبر 1892.

## برلين وسانت بطرسبرغ
تُستمد المعلومات المتعلقة بحياة أولفسن في أوروبا إلى حد كبير من أولفسن نفسها، ومعظمها في رسائل إلى الصحفيين والأصدقاء، ومن ضمنهم غوزر مانّ، مدير معرض الفنون في نيو ساوث ويلز. هناك تناقضات بين الروايات، فكتبت المؤرخة روز بيسمان أن «إما أولفسن أو الصحفي أو كلاهما كتبا سردًا رومانسيًا لحياة "الفنانة"، فكان سردًا غريبًا قليلًا ومختلفًا، وتضمّن المغامرات الغريبة المبكرة والمشاركة لاحقًا في عالم الفن العالمي والمتطور».
التحقت أولفسن بالأكاديمية الجديدة لفنون الموسيقى لثيودور كولاك في برلين، حيث درست على يد موريتز موشكوفسكي، وقالت إنها عزفت للقيصر. انتهى الوقت الذي أمضته في برلين بسبب المشاكل الصحية التي تنسبها إلى التهاب الأعصاب في ذراعها اليسرى. قالت في مقابلة مع أحد المحاورين: «اتُخِذت جميع الترتيبات لظهوري لأول مرة، ورُتِّبت جولة موسيقية عبر ألمانيا، والتي كان من المقرر أن أتقاضى مقابلها. لم يكن من الشائع حينها بأن يُدفَع لمستهلة، ولم يُدفع أصلًا لأي أحد أجنبي يظهر هناك، ولكن أستاذي رتب هذا الأمر. تطور التهاب أعصاب الذراع بطريقة سيئة عندما كان كل شيء جاهزًا، واضطررت إلى التخلي عن الموسيقى تمامًا، وبدأ الجميع بالتفكير في أن يصبحوا عازفي بيانو». وصفت أولفسن مرضها أيضًا بانهيار عصبي ناجم عن «الإرهاق وقلة المال». قيل أيضًا إن الكساد الاقتصادي الأسترالي في عام 1890 ترك والدها غير قادر على تمويل دراستها.
انتهت مسيرتها المهنية كعازفة بيانو، فذهبت في زيارة لأصدقاءها في لومونوسوف بروسيا، على خليج فنلندا، والتقت هناك، على ما يبدو، برفيقة حياتها، هيلين (أو إيلينا) دي كويغلغن، الكونتيسة الروسية. كانت أولفسن تحاول كسب لقمة العيش في سانت بطرسبرغ بحلول عام 1896؛ وكتبت: «عملت في تدريس الموسيقى والطباق والانسجام، وفي تدريب الطلاب الموسيقيين على امتحاناتهم، ثم أصبحت إلى حد ما السكرتيرة الخاصة للسفير الأمريكي إيثان إيه. هيتشكوك. كان لهيتشكوك صحيفة في سانت لويس، وهي صحيفة استمر بالسيطرة عليها أثناء عمله سفيرًا». يبدو أن أولفسن بدأت في كتابة مقالات عن القضايا الروسية للصحف الأمريكية تحت اسم السفير، وبدأت أيضًا في دراسة الرسم والنحت، وقالت إنها رسمت «علبة ثقاب كبيرة من الخشب» اشترتها إمبراطورة روسيا في أحد الأسواق. بدأت أيضًا في دراسة الثيوصوفية، وهو اهتمام كان شائعًا في ذلك الوقت، وقالت إنها انتقلت إلى الفن بعد أن حثتها الأصوات الروحية على ذلك.